# 勒韦济耶
勒韦济耶（法語：Le Vézier，法語發音：[lə vezje]）是法国马恩省的一个市镇，位于该省西南部，和塞纳-马恩省接壤，属于埃佩尔奈区。

## 地理
勒韦济耶（48°47'44"N, 3°27'36"E）面积12.39 平方千米，位于法国大東部大區马恩省，该省份为法国东北部内陆省份，北起阿登省，西北接埃纳省，西南接塞纳-马恩省，南至奥布省，东南接上马恩省，东临默兹省。
与勒韦济耶接壤的市镇（或旧市镇、城区）包括：蒙托利韦、特雷福勒、利奥讷新城、梅耶赖、蒙特尼勒。
勒韦济耶的时区为UTC+01:00、UTC+02:00（夏令时）。

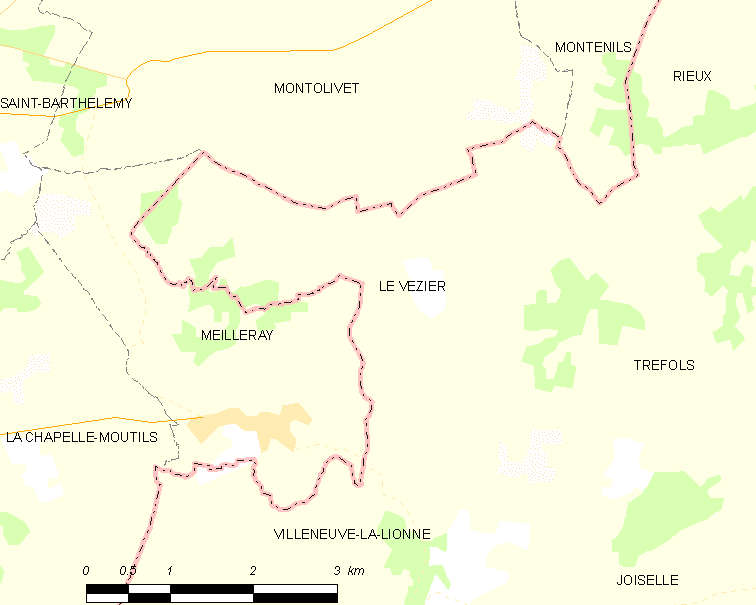
勒韦济耶的OSM定位图

## 行政
勒韦济耶的邮政编码为51210，INSEE市镇编码为51618。

## 政治
勒韦济耶所属的省级选区为塞扎讷-布里-香槟县。

## 人口

1962-2008年间勒韦济耶人口变化图示

勒韦济耶于2022年1月1日时的人口数量为184人。